# Ристо Соколов
Ристо Соколов-Сокол (на македонска литературна норма: Ристо Соколов-Сокол) е художник от Република Македония.

## Биография
Ристо Соколов е роден на 16 април 1957 година в село Дреново, община Кавадарци, тогава във Федерална Югославия. Завършва средно художествено училище и след това графика във Факултета по изобразително изкуство на Скопския университет, в класа на Димитър Малиданов и графичен дизайн в класа на Костадин Танчев-Динка. Живее и работи в Кавадарци като свободен художник.
Соколов става един от най-големите и известни художници в страната, известен като иноватор и майстор на пърформансите. Последната му изложба е озаглавена „Ретро Арт – Нови моменти“ (12 декември 2014 – 12 януари 2015 година) в Музей Галерия Кавадарци.
Ристо Соколов умира на 14 февруари 2015 година в Кавадарци. В Кавадарци периодично се провежда Мемориалната художествена манифестация „Приятелите на Ристо“.